# Лео Франк
Лео Макс Франк (на английски: Leo Max Frank) е евреин в Атланта, Джорджия, който през 1913 г. е задържан, обвинен и осъден за убийството на тринадесетгодишната Мери Фейгън, работничка в наследствената му фабрика за моливи.

## Биография
Лео Франк е роден в Куеро, Тексас (САЩ), на 17 април 1884 г. в семейството на Рудолф и Франк Рай. Скоро след раждането му семейството се мести в Ню Йорк. Завършва университета „Корнел“, дипломирайки се за инженер-механик през 1906 г. Жени се през 1910 г. за Люсил Зелиг – еврейско момиче от богато еврейско семейство, чиито предци 2 поколения назад основават първата синагога в Атланта (виж история на евреите в САЩ).
Благодарение на чичо му – съсобственик на фабриката за моливи в Атланта, Франк е назначен за управител на тази фабрика, като в 1907 – 1908 г. пътува из Европа, за да повиши знанията и квалификацията си за производството и управлението на такава фабрика. Още през 1908 г. Франк се превръща в най-богатия човек в Атланта и застава начело на местния клон на еврейската организация „Бней Брит“. Извън работата си е почитател на операта, тениса на корт и бриджа, докато не настъпва внезапния обрат в живота и кариерата му след обвинението в изнасилването и жестокото убийство на тринайсетгодишната Мери Фейгън, работничка във фабриката за моливи която менажира. Мери Фейгън е намерена брутално изнасилена и мъртва в мазето на фабриката. Фактът, че Лео Франк е богат евреин, а убитата Мери Фейгън е от религиозно работническо семейство, нагнетява допълнително страстите в местното обществото, още повече, че младото момиче редовно играе в църковни пиеси. Всички съмнения и подозрения за убийството ѝ сочат към Франк. Решаващи за осъждането на Франк са показанията на чернокожия Джим Конли. След процеса, пресата стоварва именно върху него като свидетел вината за осъждането на младия евреин, понеже както твърдели медиите по онова време, Конли искал по този начин да прикрие собствените си следи.

## Процес срещу Франк
Арестът и последвалия процес срещу Франк в разгара на Първата световна война, и в момент когато САЩ все още спазва непредсказуемо в чия полза неутралитет в световния конфликт, разделя както никога преди американското общество на две, по подобие на делото Драйфус от края на 19. век – Франция. Като цяло процесът предизвиква вълна от антисемитизъм не само в Атланта и Джорджия, но и в цялата страна. Провеждат се факелни шествия с искане за смъртна присъда на подсъдимия за изнасилване и убийство Лео Франк. В крайна сметка, съдебният състав излиза със смъртна присъда за изпълнение чрез обесване за Франк. Върховният съд на САЩ потвърждава присъдата и последната надежда за спасение от постановената смъртна присъда за Франк остава в ръцете на губернатора на щата Джорджия – Джон Слейтън, който заменя смъртната му присъда с доживотен затвор, вбесявайки общественото мнение, което е убедено в извършителството и вината на младия богат евреин. Помилването на Лео Франк струва политическата кариера на губернатора на щата Слейтън.

Процесът срещу Франк възбужда не само политическите страсти в САЩ, както никога дотогава. Аналогията с процеса срещу Исус е неизбежна и поради изявлението от 21 юни 1915 г. на губернатора Слейтън, помилвал Франк: 
| „ | Две хиляди години назад един друг губернатор си уми ръцете и отдаде евреина на тълпата. Този губернатор го проклинат и досега. Ако днес още един евреин се окаже в могилата заради това, че не съм изпълнил своите обезателства, то аз цял живот ще се виня за неговата смърт и не ще мога да измия кръвта от ръцете си. | “ |

## Линчуване
Няколко месеца след тази своеобразна изповед на губернатора на щата Джорджия, на 17 август 1915 г., разярена тълпа предвождана от няколко съдии във Върховния съд на САЩ, бившите шериф и свещеник на Атланта, измъкват Лео Франк от затворническата килия по предварително набелязан план и го линчуват публично за назидание. Непосредствено след линча, много евреи напускат Джорджия. На 11 март 1986 г., т.е. повече от 70 години след случая, Лео Франк е посмъртно реабилитиран, въпреки че материалите от делото са загубени или унищожени.

## Факти и аналогии
- Случаят с Лео Франк става повод за учредяването през 1913 г. на Антидифамационната лига.
- Най-известното подобно дело – на Алфред Драйфус във Франция, в крайна сметка завършва с пожизнена реабилитация на осъдения на доживотна каторга на Дяволския остров. Най-известният френски евреин по това време участва в ПСВ на страната на Франция срещу Германия и умира от естествена смърт, като е изпратен в последния си път с национални почести.